# Heminothrus biangulatus
Heminothrus biangulatus är en kvalsterart som först beskrevs av Hammer 1962.  Heminothrus biangulatus ingår i släktet Heminothrus och familjen Camisiidae. Inga underarter finns listade i Catalogue of Life.